# Isländische Fußballmeisterschaft der Frauen 1990
Die Isländische Fußballmeisterschaft der Frauen 1990 (isländisch 1. deild kvenna) war die 19. Austragung der höchsten isländischen Spielklasse im Frauenfußball. Sie startete am 1. Juni 1990 und endete am 25. August 1990. Sechs Mannschaften trafen im Doppelrundenturnier aufeinander. Breiðablik Kópavogur gewann zum siebten Mal die isländische Meisterschaft.

## Meisterschaft
Tabelle
| Pl. | Verein               | Sp. | S | U | N | Tore    | Diff. | Punkte |
| --- | -------------------- | --- | - | - | - | ------- | ----- | ------ |
| 1.  | Breiðablik Kópavogur | 10  | 8 | 0 | 2 | 019:500 | +14   | 24     |
| 2.  | ÍA Akranes           | 10  | 7 | 1 | 2 | 020:900 | +11   | 22     |
| 3.  | Valur Reykjavík      | 10  | 4 | 2 | 4 | 021:120 | +9    | 14     |
| 4.  | KR Reykjavík         | 10  | 3 | 3 | 4 | 017:190 | −2    | 12     |
| 5.  | Þór Akureyri         | 10  | 3 | 1 | 6 | 011:160 | −5    | 10     |
| 6.  | KA Akureyri          | 10  | 1 | 1 | 8 | 006:330 | −27   | 04     |

Kreuztabelle 
|                      | Breiðablik Kópavogur | ÍA Akranes |     | KR Reykjavík | Þór Akureyri | KA Akureyri |
| Breiðablik Kópavogur |                      | 1:2        | 2:0 | 0:1          | 2:0          | 2:0         |
| ÍA Akranes           | 1:2                  |            | 2:1 | 1:1          | 1:0          | 3:0         |
| Valur Reykjavík      | 0:1                  | 0:1        |     | 4:1          | 4:0          | 5:1         |
| KR Reykjavík         | 1:3                  | 3:1        | 3:3 |              | 4:1          | 1:2         |
| Þór Akureyri         | 0:1                  | 0:1        | 1:1 | 3:1          |              | 5:1         |
| KA Akureyri          | 0:5                  | 1:7        | 0:3 | 1:1          | 0:1          |             |